# Prešov
Prešov (ungerska Eperjes, tyska Preschau/Eperies, rusinska Пряшів transkriberat Prjasjiv) är en stad i östra Slovakien, belägen cirka 30 kilometer norr om Košice. Staden har en yta av 70,4 km² och en befolkning som uppgår till 91 650 invånare (2006).

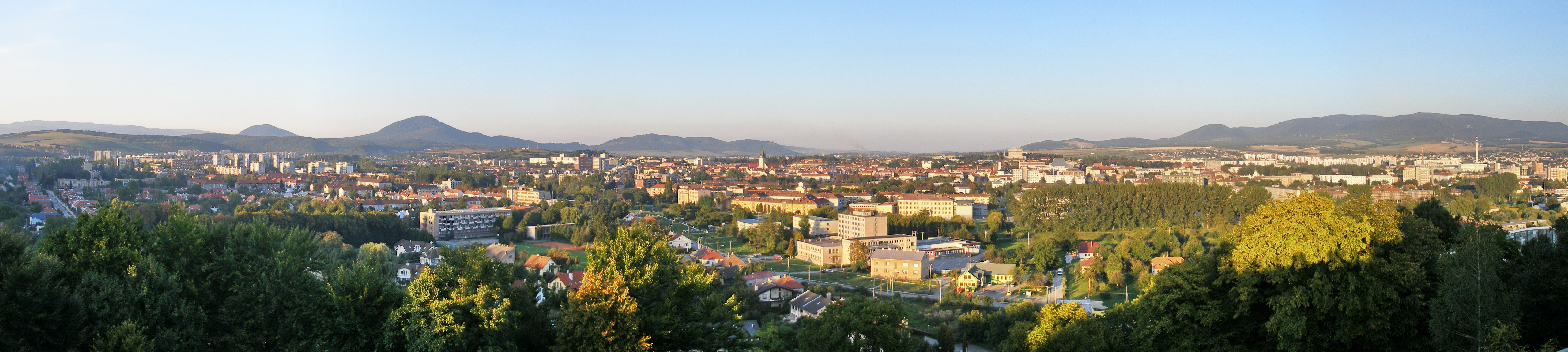
Panorama

Staden grundades av tyska kolonister omkring 1200 och blev senare centrum för den lutherska reformationen. Staden har flera bevarade byggnader i sengotisk stil, andra i barockstil. Under 1900-talet var den känd för maskin-, sprit- och kvarnindustri. Här finns även hälsokällor.